# پلوپی (مولداوی)
پلوپی (به لاتین: Plopi) یک منطقهٔ مسکونی در مولداوی است که در واحدهای اداری-سرزمینی کرانه چپ دنیستر واقع شده‌است. پلوپی ۱۲۰ متر بالاتر از سطح دریا واقع شده‌است.